# Granholmen, Salo
Granholmen är en ö i Finland. Den ligger i Skärgårdshavet och i kommunen Salo i den ekonomiska regionen  Salo i landskapet Egentliga Finland, i den sydvästra delen av landet. Ön ligger omkring 54 kilometer sydöst om Åbo och omkring 120 kilometer väster om Helsingfors.
Öns area är 2 hektar och dess största längd är 220 meter i nord-sydlig riktning.